# Gottfried Edel
Gottfried Edel (* 14. Februar 1929 in Adlerhorst bei Cosel, Oberschlesien) ist ein deutscher Kulturphilosoph, Schriftsteller, Journalist und pensionierter ZDF-Kulturredakteur. Er schrieb Gedichte, Aphorismen und religionsgeschichtliche Essays und Bücher. Auch seine Fernsehbeiträge hatten meist religiöse Inhalte.

## Leben
Gottfried Edel wurde 1929 als Sohn von Elfriede Edel, geborene Scheurich, und des landwirtschaftlichen Sachverständigen Goetz-Gernot Edel im oberschlesischen Dorf Adlerhorst geboren.
Als Jugendlicher im Zweiten Weltkrieg zur Wehrmacht eingezogen, geriet er in Kriegsgefangenschaft.
Edel ist evangelisch. Während seines Studiums der Religions- und Kunstwissenschaft sowie Philosophie und Geschichte von 1947 bis 1961 in Marburg/Lahn, Neuendettelsau, Tübingen, Zürich und Mainz, erfuhr er von 1951 bis 1955 auch eine publizistische Ausbildung.
Von 1955 bis 1961 arbeitete er als wissenschaftlicher Mitarbeiter am Institut für Europäische Geschichte in Mainz.
Seine Dissertation beschäftigte sich 1961 mit Martin Luthers „gemeinkatholischem mittelalterlichen Erbe“.
Bevor Edel von 1963 bis 1991 Kulturredakteur beim ZDF in Mainz wurde und dort neben der Moderation einer „Dialog-Sendung“ (nach heutigem Jargon: „Talkshow“) eine Vielzahl an meist halbstündigen Dokumentarfilmen zur europäischen Kultur- und Religionsgeschichte und Reportagen über ferne Kulturen und deren Glaubensrichtungen drehte, war er zwei Jahre (von 1961 bis 1963) Lehrer am Goethe-Institut in Rothenburg ob der Tauber.
Neben seinen Dienstreisen zu Filmzwecken bis in entlegene Gebiete der Erde schrieb Gottfried Edel Gedichte, Aphorismen und religionsgeschichtliche Essays und Bücher. Er gab zwei Bücher zur Strafvollzugsproblematik heraus, eine Prosa-Anthologie und mehrere Publikationen zur „Weltkultur“. Die 1967 in Mainz erfolgte Gründung der „Akademie für Weltkultur“, deren Vorsitzender er war, geht auf ihn zurück. Diese Einrichtung versteht sich als „Forum der interkulturellen Begegnung von Menschen verschiedener nationaler, religiöser und kultureller Herkunft, der Persönlichkeits- und Urteilsbildung mit dem Ziel weltbürgerlicher Offenheit und engagierter Humanität und der theoretischen Grundlegung und innovativen Zusammenarbeit der Wissenschaften, Medien und Künste“. Edel fungierte als deren Vorsitzender.
Seine Philosophie beschrieb die Mainzer Allgemeine Zeitung als „eine einzige Revolte gegen die platonische Ideenlehre – und damit auch ein Aufbegehren gegen das Schöndenken und Glattreden einer vielgestaltigen Welt“. So laute sein Credo: „Kein Leben in der Enge penibel ausgetüftelter Regelwerke, sondern Forschen und Verstehen im Zeichen einer ‚übergreifenden Kultur‘ des Humanen und Humanitären“.
Edel hatte zeitweise einen Lehrauftrag für Geschichtsphilosophie an der International Academy of Manternach im Großherzogtum Luxemburg (nach Verlagerung in die Schweiz: International University Lugano) beziehungsweise ab 1978 einen für Religionsphilosophie und Medienkultur an der Johann Wolfgang Goethe-Universität in Frankfurt am Main. Außerdem moderierte er Gesprächsrunden („Leibniz-Forum“) am Institut für Europäische Geschichte an seinem Wohnort Mainz.
Gottfried Edel spricht neben Deutsch auch Englisch, Französisch und Russisch. Er ist in zweiter Ehe verheiratet. Er hat zwei 1959 und 1961 geborene Töchter (Sabine und Susanne) aus seiner ersten, mit Mechthild Krebs geschlossenen Ehe.

## Edels Aphorismus über Aphorismen
„Aphorismen sind beides – Musterkoffer der Wahrheit und Mausefalle der Bosheit.“

## Auszeichnungen
- 1969: Erster UNDA/WACC-Preis beim Europäischen Festival für Religiöse Programme für das Fernseh-Oratorium Genesis, Monte Carlo[1][4]
- 1974: Jakob-Boehme-Ehrengabe, Görlitz[1][4]

## Werke

### Buchveröffentlichungen
- Das gemeinkatholische mittelalterliche Erbe beim jungen Luther. Beiträge zu einer methotischen Grundlegung (= Ökumenische Texte und Studien. Band 21). R. F. Edel, Marburg a. d. Lahn 1962.
- Mehr Tierliebe für die Menschen. Aphorismen. Mit graphischen Gedankengängen von Ekkehard Eickhoff. Relief Verlag Eilers, München/Würzburg/Wien 1964; 2. Auflage 1974.
- Zyklus mit Sternen. Gedichte (= Der Vier-Groschen-Bogen. Blätter für zeitgenössische Literatur. Nr. 18). Kreis der Freunde, Dülmen 1962; 2. Auflage 1963.
- Zyklus und Torso. Gedichte. Delp, München 1971, ISBN 3-7689-0086-X.
- .Die Geburt der Erkenntnis aus der Gestalt des Poems. Zwanzig Jahre Akademie für Weltkultur. 1987
- Christliche Musterreden im Welt- und Kirchenjahr. Reden, Predigten und Ansprachen zum Welt- und Kirchenjahr, zu sakramentalen und säkularen Daten des Menschenlebens. WEKA, Fachverlag für Behörden und Institutionen, Kissing/Zürich [u. a.] 1987, neuer Titel Predigthandbuch für alle Anlässe im Kirchenjahr und Gemeindeleben. Praxishilfe zur gezielten Predigtvorbereitung mit ausgearbeiteten Ansprachen und vielseitig nutzbaren Texten und Materialien ab 1994, ISBN 3-8111-4950-4, neue ISBN 3-8111-8485-7 ab 1994.
- Menschwerdung. Die Entwicklung menschlicher Grundwerte in der Stufenfolge der Lebensalter. Edition Areopag, Mainz 2006, ISBN 3-931456-01-3.
- Vierzig Jahre Akademie für Weltkultur: 1967–2007. Werkstatt des Denkens, Lehrhaus des Lebens, Ort des Begegnens. Edition Areopag, Mainz 2008, ISBN 978-3-931456-02-3.
- Trinität. Grundbau der Weltwirklichkeit – zur Revision des christlichen Gottesbildes (= Umbau des Denkens; Fundamentalphilosophie Teil 1). Edition Areopag, Mainz 2010, ISBN 978-3-931456-03-0.
- Jesus – Eckstein einer konsequenten Gott-Vorstellung. Edition Areopag, Mainz 2016, ISBN 978-3-931456-04-7.
- Orthosomatik. Aufbau des Lebens – zur Bildung und Ganzwerdung des Menschen (= Umbau des Denkens; Fundamentalphilosophie Teil 3). Edition Areopag, Mainz 2019, ISBN 978-3-931456-04-7.

### Essays (Auswahl)
- Amadeus. 1963.
- Über das Böse – ein ontologischer Versuch. In: Gerhard Zacharias (Hrsg.): Das Böse. Dokumente und Interpretationen (= Reihe Hanser. Nr. 89). Carl Hanser Verlag, München 1972, ISBN 3-446-11568-4, S. 91–100.
- Die Rettung der Dinge. Einblicke in die Kosmologie. Neske, Pfullingen 1975, ISBN 3-7885-0051-4.

### Lyrik-Anthologie-Beiträge (Auswahl)
- Radiomusik. In: Kurt Morawietz (Hrsg.): Deutsche Teilung. Ein Lyrik-Lesebuch. Nachwort von Reimar Lenz. Limes Verlag, Wiesbaden 1966, S. 170.
- Fließband und Baugelände. In: Walter Köpping (Hrsg.): Unter Tage. Über Tage. Gedichte aus der Arbeitswelt unserer Tage. Büchergilde Gutenberg, Frankfurt am Main/Wien/Zürich 1966, S. 35 f und 43.

### Herausgeberschaft
- mit Max Busch: Erziehung zur Freiheit durch Freiheitsentzug. Internationale Probleme des Strafvollzugs an jungen Menschen. Verlag Luchterhand, Neuwied 1969.
- mit Jürgen Kross: Prosa heute. Eine Anthologie. Neske, Pfullingen 1975, ISBN 3-7885-0056-5.
- mit Max Busch und Heinz Müller-Dietz: Gefängnis und Gesellschaft. Gedächtnisschrift für Albert Krebs (= Schriftenreihe für Delinquenzpädagogik und Rechtserziehung; Band 7). Centaurus-Verlagsgesellschaft, Pfaffenweiler 1994, ISBN 3-89085-884-8.
- Weltkultur. Begegnung der Völker – Gemeinschaft der Menschen. Auf dem Wege zur Weltgesellschaft. Edition Areopag, Mainz 1997, ISBN 3-931456-00-5.

Außerdem war er von 1966 bis 1980 Herausgeber der Zeitschrift Areopag. Politisch-literarisches Forum / Mainzer Hefte für internationale Kultur sowie dazugehörig Areopag. Jahrbuch für Kultur und Kommunikation, zuletzt bei Neske, Pfullingen.

### Fernsehbeiträge (Auswahl)
- 1963: Das kostbarste Buch der Welt
- 1964: Wegmarken – Das Tagebuch Dag Hammarskjölds
- 1965: Johann Hus – ein Filmporträt
- 1965: Genie und Apostel – ein Filmporträt über Nathan Söderblom
- 1968: Das Kreuz. Ein Zeichen, das Geschichte machte
- 1969: Klage des Friedens – ein Filmporträt des Erasmus von Rotterdam
- 1971: Babylon und Gartenzwerg
- 1975: Der Philosoph mit der Lilie – ein Filmporträt Jakob Boehmes
- 1982: Hans Holbein der Jüngere
- 1982: Lucas Cranach der Ältere
- 1984: Warten auf Schleiermacher. Kleine Szenen um einen großen Theologen – zum 150. Todestag
- 1986: Christliche Wiedergeburt in China

Weitere Fernsehbeiträge über Calvin, Dostojewskij, Riemenschneider, Grünewald, Dürer und Chagall. Außerdem Reihe Leben wie Gott in … (Rußland, Amerika, Griechenland, Asien, Afrika, Israel, Lateinamerika, Australien); Reihe Theologie des/der … (Zauberflöte, Körpers, Gartens, Stadt, Weltkirchenrats); Reihe Das Nachtgespräch (Fernsehdialoge mit Werner Heisenberg, Walter Jens, Luise Rinser, Manès Sperber, Gabriele Wohmann, Will Quadflieg, Josef Pieper, Gustav Heinemann, Hans Küng, Haile Selassie u. a.)